# Ruth Almog

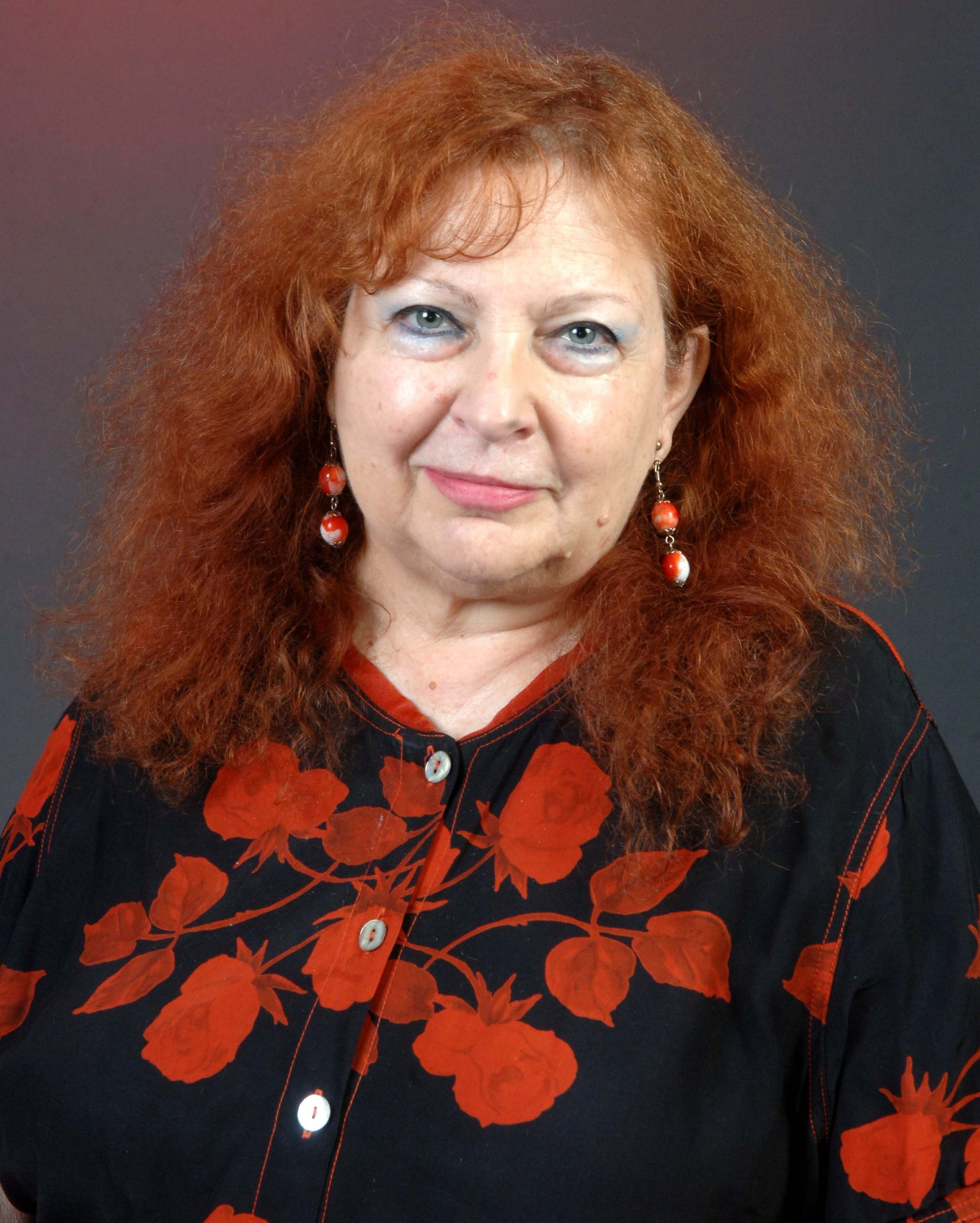
Ruth Almog, 2006

Ruth Almog (hebräisch רות אלמוג) (geboren 15. Mai 1936 in Petach Tikwa, Palästina (Völkerbundsmandat)) ist eine israelische Schriftstellerin.

## Leben
Ruth Lump war das Kind der Ärzte Jacob Lump (1900–1950) und seiner Frau Miriam Gewürtz (1908–1994), die 1933 aus dem nationalsozialistischen Deutschland fliehen mussten. Die beiden durften in ihrem Beruf nicht arbeiten und hatten große Probleme, sich in die neue Umgebung einzuleben und die hebräische Sprache zu lernen. Ruth Lump wuchs daher unter den „Jeckes“ in deutscher Sprache auf und lernte Ivrit in der Schule.
Sie studierte Pädagogik am David Yellin-Lehrerseminar und Literatur und Philosophie an der Universität Tel Aviv und leistete den Militärdienst ab. Sie arbeitete als Lehrerin und als Hochschuldozentin in Tel Aviv und war Redakteurin der Literaturbeilage der Zeitung Ha'aretz, in der auch ihre ersten Geschichten veröffentlicht wurden. Im Jahr 1967 veröffentlichte sie ihren ersten Band Erzählungen. Sie schreibt Romane und Erzählungen, darunter Kriminalromane und Kinderbücher.
Sie wurde vielfach ausgezeichnet, so mit dem Brenner-Preis, dem Bialik-Preis und 2004 in Deutschland mit dem  Gerty-Spies-Literaturpreis. Sie prägte seit 1995 die von der Landeszentrale für politische Bildung Rheinland-Pfalz organisierten Deutsch-Israelisch-Palästinensischen Autorentreffen.
Sie war von 1959 bis zu seinem Tod im Mai 2021 mit dem Schriftsteller Aharon Almog verheiratet, sie haben zwei Töchter und lebten in Tel Aviv.

## Werke in deutscher Übersetzung
- Die blaue Frau: Erzählungen. Aus dem Hebr. von Mirjam Pressler. Rauhreif-Verlag, Villingen 1992. (Die Erzählungen stammen aus den Bänden Aharei Tu B'Shvat, 1979, und Nashim, 1986.)
- Die Silberkugel. Dt. von Mirjam Pressler. Ill. von Annegert Fuchshuber. Verl. St. Gabriel, Wien 1993.
- Der perfekte Liebhaber: Roman. Aus dem Hebr. von Vera Loos und Naomi Nir-Bleimling. Goldmann, München 1999.
- Ein Engel aus Papier: Erzählung. Aus dem Hebr. von Mirjam Pressler. Gerlingen 2000.
- Meine Reise mit Alex. Aus dem Hebr. von Vera Loos und Naomi Nir-Bleimling. Sauerländer, Düsseldorf 2002